# 谢尔盖·叶廖明
谢尔盖·瓦西里耶维奇·叶廖明（羅馬化：Sergey Vasil'yevich Yeryomin；1976年5月14日—）是一位俄罗斯政治人物，自2023年9月19日起担任第八届国家杜马议员。
他还于2022年至2023年担任克拉斯诺亚尔斯克边疆区副行政长官。